# Smolotely
Smolotely (en allemand : Smolotel) est une commune du district de Příbram, dans la région de Bohême-Centrale, en République tchèque. Sa population s'élevait à 243 habitants en 2020.

## Géographie
Smolotely se trouve à 12 km au sud-est de Příbram et à 56 km au sud-ouest de Prague.
La commune est limitée par Milín et Dolní Hbity au nord, par Solenice à l'est, par Bohostice et Cetyně au sud, et par Pečice à l'ouest.

## Histoire
La première mention écrite de la localité date de 1515.

## Transports
Par la route, Smolotely se trouve à 16 km de Příbram et à 69 km de Prague.